# 哈羅德·G·懷特
哈羅德·G·「桑尼」·懷特（英語：Harold G. "Sonny" White，1965年10月8日—）是一名美國機械工程師、航空航天工程師和應用物理學家，因提出新的阿庫別瑞引擎概念和推動先進的推進系統項目而知名。

## 教育
懷特獲得南阿拉巴馬大學機械工程學士學位，1999年獲得衛奇塔州立大學機械工程碩士學位，2008年獲得萊斯大學物理學博士學位。

## 阿庫別瑞引擎
懷特開始在太空大會上展示自己的想法，並發表關於阿庫別瑞引擎概念的提案，從而引起媒體的關注。2011年，他發表了一篇題為《曲速場力學101》（Warp Field Mechanics 101）的論文，概述了米給爾·阿庫別瑞的超光速推進系統概念的更新理念，包括證明專案可行性的方法。阿庫別瑞的概念曾被認為是不可行的，因為它所需的能量遠遠超過任何可行能源所能產生的能量。懷特重新計算了阿庫別瑞的概念，並提出如果太空船周圍的曲速氣泡形狀像一個環面，就會更加節能，使這個概念變得可行。懷特表示「曲速旅行」還沒有進行過「芝加哥1號堆」實驗，這指的是第一個核子反應爐，是為核能鋪平道路的突破性演示
為了研究曲速引擎的可行性，懷特和他的團隊設計了一個曲速場干涉儀試驗台來展示曲速場現象。實驗在美國國家航空暨太空總署林登·詹森太空中心的先進推進物理實驗室（"Eagleworks"）進行。懷特和他的團隊聲稱，這種改進的邁克生干涉儀可以探測到時空的扭曲，即曲場效應。
2021年5月，懷特和他的團隊宣布他們可能已經找到了測試「晶片級」阿庫別瑞引擎所需的正確配置。

## 電磁推進器
2015年4月，太空愛好者網站NASASpaceFlight.com根據NASA Eagleworks工程師保羅·馬奇（Paul March）在其網站論壇上發表的一篇帖子宣布，美國國家航空暨太空總署已成功在硬真空中測試他們的電磁推進器——這將是任何組織首次宣稱此類測試成功。2016年11月，懷特與NASA Eagleworks計畫的其他同事一起發表了他們對擬議中的電磁推進器的研究結果。事實證明，這種裝置的建議工作原理不符合已知的物理定律，包括動量守恆和能量守恆。目前還沒有為這種推進器提出任何可信的運行理論
2021年3月，德勒斯登工業大學的物理學家發表了三篇論文，聲稱所有顯示推力的結果都是假陽性，是由外力造成的。

## 其他工作
懷特和他的團隊也正在研究其他幾個「突破性空間技術」項目，其中包括一個新的推進器概念，懷特稱這個概念是利用量子力學預測的效應來工作的。為了支持這項研究，懷特的團隊也正在開發一種「微型天平」，它能夠測量這種推進器預計產生的極其微小的力。為了校準這個天平，研究團隊計劃重複2006年不成功的伍德沃德效應實驗，這次將使用新的微型天平。

## 榮譽
2006 年，懷特被美國國家航空暨太空總署署長授予NASA傑出成就獎，以表彰他在太空梭返航期間為隔熱系統機器人檢查工具的製造、交付和認證所發揮的作用。懷特也因「在執行STS-121太空梭任務前發現並處理機械手臂的嚴重損壞」而獲得美國國家航空暨太空總署機組辦公室頒發的銀史努比獎。